# Mlimani (Handeni)
Mlimani è una circoscrizione urbana (urban ward) della Tanzania situata nel distretto urbano di Handeni, regione di Tanga. Conta una popolazione di 5 252 abitanti (censimento 2012).